# San Clemente (Chile)
San Clemente é uma comuna da província de Talca, localizada na Região de Maule, no Chile. Possui uma área de 4.503,5 km² e uma população de 37.261 habitantes (2002).